# TSK (企業)
TSK株式会社（ティエスケイ）は、富山県富山市に本社を置く包装および周辺の企画・設計、クラフト紙袋の製造・販売、物流サービスの企画・設計を行う企業である。

## 事業所
- 本社・北陸支店（富山県富山市三郷9、富山企業団地内）
  - 富山営業所（同上）
  - 金沢営業所（石川県かほく市高松サ48-3）
- 西日本支店（滋賀県草津市西草津2丁目3-7-302）
  - 関西営業所（同上）
  - 名古屋営業所（愛知県日進市梅森町北田面696-1-I）
  - 四国出張所（香川県坂出市西大浜北4丁目2番8号）
  - 九州出張所（熊本県八代市本町2-6-22-201）
- 関東支店（埼玉県桶川市朝日2-9-7）
  - 関東営業所（同上）
  - 東北出張所（宮城県大崎市古川米袋字水押6-7）

## 沿革
個別に出典があるもの以外は、右記の出典を使用する。
- 1939年（昭和14年）4月1日 - 高木左吉郎により、盤城製袋株式会社の北陸地区担当として、富山市大町道筬割173[3]にて富山製紙所を創業。
- 1953年（昭和28年） - 日本繊維工業の事務所（旧中越銀行大町支店、富山市大町280）と倉庫、専用側線を購入し、移転[4]。
- 1974年（昭和49年）7月1日 - 富山製袋株式会社設立。この時点での住所は富山市大町173[5]。
- 1976年（昭和51年）12月 - 富山企業団地内に現在の社屋・工場（敷地面積13,401㎡、建物6,139㎡）を建設し、移転。
- 1998年（平成10年）7月1日 - ティ・エス・ケイ株式会社に社名変更。
- 2019年（令和元年）5月1日 - TSK株式会社に社名変更。

## 製造品
緩衝材

パワコン緩衝材、ディスプレイ緩衝材、HDD緩衝材
部品包装
自動車部品輸送箱、液晶パネル輸送箱、ロボット部品ピッキングトレイ
マテハン機器

鉄台車（パチンコ）、立掛け台車（パイプシステム）、トラックデッキ、ハンズフリーワゴン、くるくるワゴン、回転組立作業台、傾動ワゴン
IT搭載マテハン機器
プロジェクションマッピングシステム、デジタルディスプレイシステム、パーツカウンターシステム
2019年新型コロナウイルス対策関係

フェイスガード、コロナガード、簡易防護服（2020年4月には富山市立富山市民病院ほかの医療機関に寄贈された）

## 社史
- TSK株式会社80年史（2020年5月31日、TSK株式会社発行）